# لوباخووه
لوباخووه (به لاتین: Lubachowy) یک روستا در لهستان است که در گمینا موسکوژو واقع شده‌است. لوباخووه ۱۷۶ نفر جمعیت دارد.